# Exochomus quadripustulatus
Coccinelle à virgule
Espèce
Synonymes
- Brumus quadripustulatus (Linnaeus, 1758)[1]
- Chilocorus quadripustulatus (Linnaeus, 1758)[1]
- Coccinella cassidoides Donovan, 1798[1]
- Coccinella distincta Brullé, 1832 nec Thunberg 1781[1]
- Coccinella floralis Motschulsky, 1837[1]
- Coccinella iberica Motschulsky, 1837[1]
- Coccinella quadripustulata Linnaeus, 1758[1]
- Exochomus bilunulatus Weise, 1879[1]
- Exochomus haematideus Costa, 1849[1]
- Exochomus koltzei Weise, 1879[1]

Exochomus quadripustulatus, communément appelé la Coccinelle à virgule, est une espèce d'insectes coléoptères de la famille des Coccinellidae, sous-famille des Chilocorinae.

## Dénominations
En français, on l'appelle « Coccinelle à virgule », en référence avec le dessin des taches sur ses élytres. En anglais, elle est appelée Pine ladybug (coccinelle des pins) pour son attirance première pour les résineux. 

## Caractéristiques
Il s'agit d'un petit insecte, d'environ 3-6 millimètres de long, de forme ronde. Sa couleur est variable en fonction de son âge, en général noir luisant, avec quatre taches rouges, deux à l'avant des élytres, en forme de virgule, et deux plus petits, en arrière, proches de la jointure des élytres. Plus jeune, il est marron rougeâtre. La marge inférieure des élytres est légèrement relevée, ce qui permet de le distinguer d'autres coccinelles noires à quatre taches rouges comme la forme noire d'Harmonia axyridis, la forme noire d'Adalia bipunctata, dont la tache avant n'a pas cette forme et touche le bord inférieur de l'élytre, ou de Nephus quadrimaculatus, qui est plus petite (1,5-2 mm) et couverte de poils courts, et dont la forme des taches est différente. 
La larve est grise à poils foncés et les œufs jaune-orange. 

## Écologie et comportement
Exochomus quadripustulatus a été considéré longtemps comme associé aux résineux, mais se trouve actuellement également sur les feuillus. 
Il passe l'hiver à l'état d'adulte, dans la litière ou les crevasses de l'écorce de feuillus, et donc est visible dès que la température atteint une quinzaine de degrés, mais principalement d'avril à octobre. Il pond des œufs sur les amas de pucerons ou dans les sacs de ponte des cochenilles. L'adulte vit un an,.  

### Alimentation
Cette coccinelle a un régime alimentaire varié. Elle se nourrit principalement de pucerons et de cochenilles (elle est dite aphidiphage), mais aussi de miellat, de pollen et de nectar. 

## Répartition
On trouve la Coccinelle à virgule dans l'ensemble de la zone paléarctique. Elle a été introduite en Californie pour lutter contre des pucerons du genre Adelges, d'où elle s'est répandue plus largement. Pour la même raison, elle a été introduite en Australie en 1934-1939.

## Classification
L'espèce a été décrite par Linné en 1758 dans son Systema naturae, sous le nom de Coccinella quadripustulata. Elle a ensuite été classée dans le genre Brumus (décrit en 1850 par Mulsant) avant d'être déplacée dans le genre Exochomus, décrit par Redtenbacher en 1843.

## La coccinelle à virgule et l'humain
Comme d'autres espèces de coccinelles au régime aphidiphage, cette espèce est utilisée en agriculture comme moyen de lutte biologique contre les pucerons et les cochenilles, notamment le pou de San José (Diaspidiotus perniciosus) et la cochenille pulvinaire (Pulvinaria hydrangeae),. C'est de cette manière qu'elle a été introduite sur d'autres continents.

## Galerie

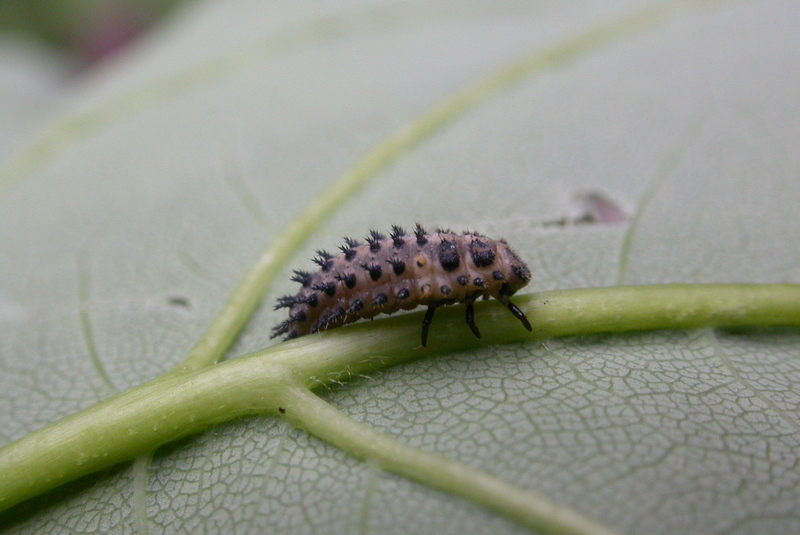
Larve d'Exochomus quadripustulatus
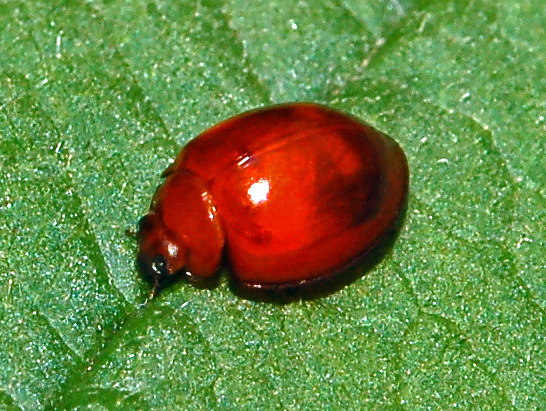
Forme rouge, vers Gênes, Italie
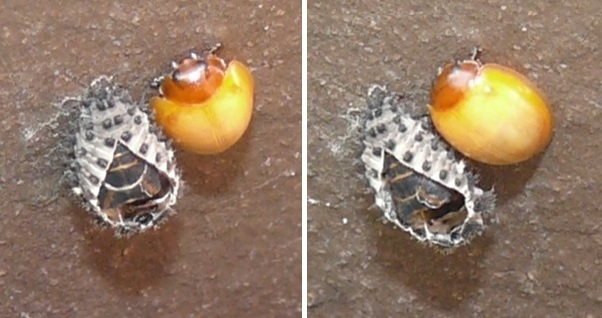
Adulte d'Exochomus quadripustulatus fraîchement émergé, Westphalie, Allemagne, à côté de l'enveloppe larvaire qui entoure celle de la nymphe
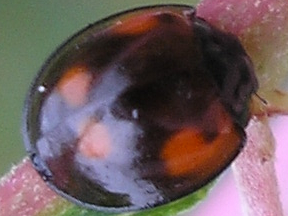
Forme brun-noir, Apeldoorn, Pays-Bas
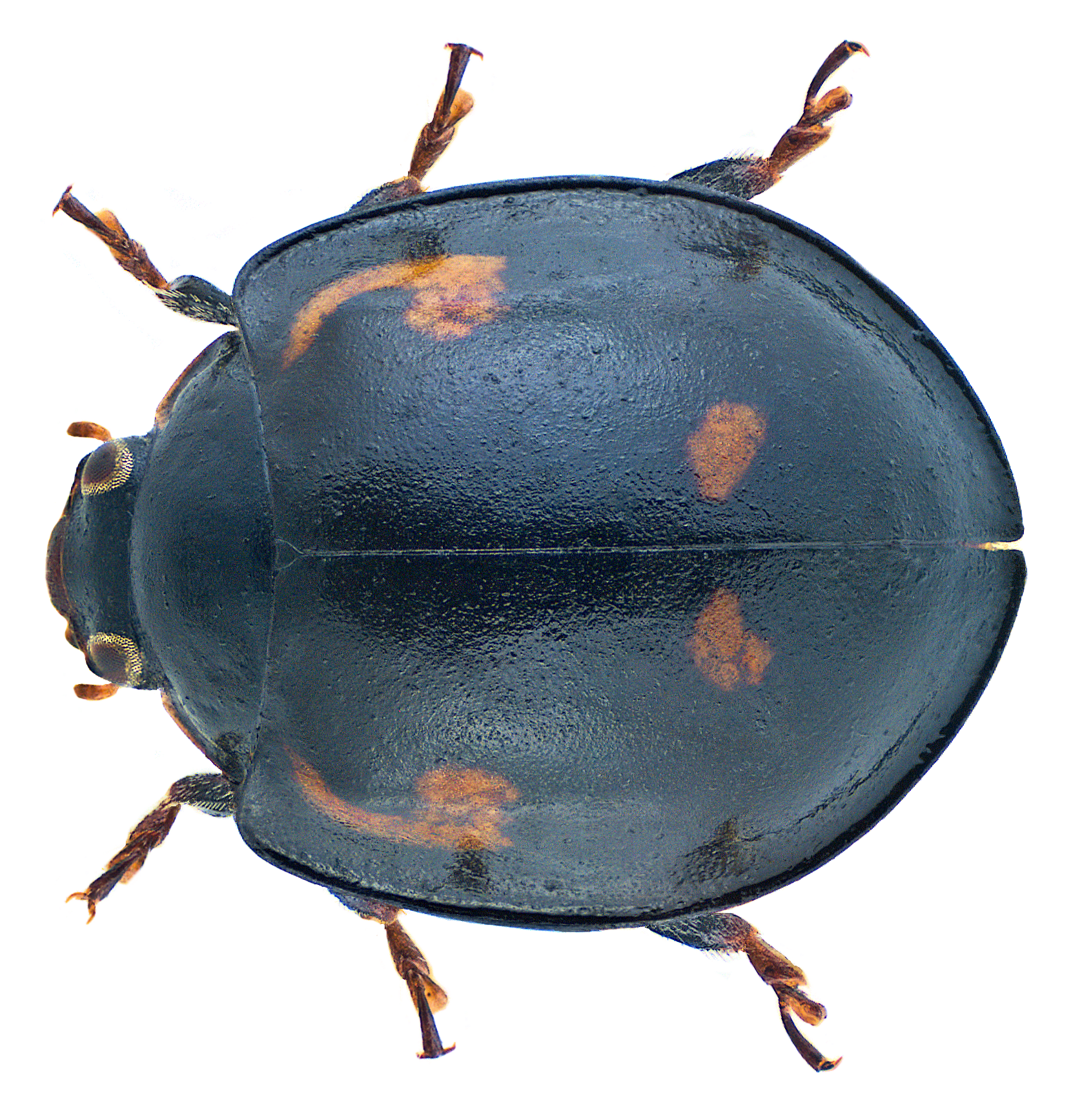
Adulte typique, Kulmbach, Allemagne